# Krokev

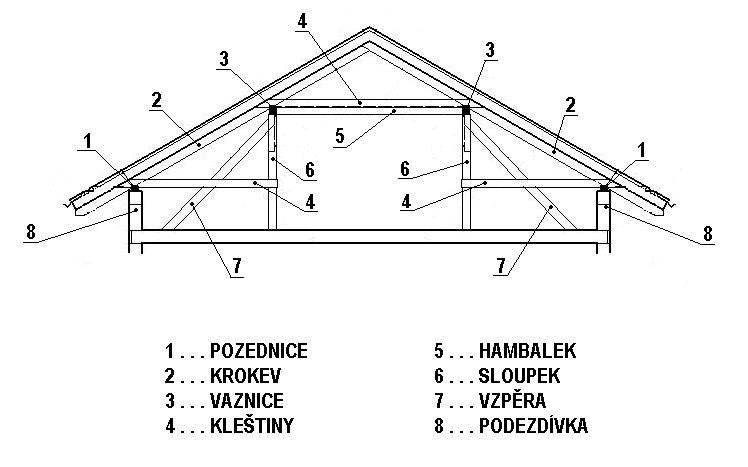
Krokev – schéma

Krokev je šikmý prvek krovu, nesoucí střešní latě, na nichž je upevněna střešní krytina. Krokve tvoří vazby; vazba složená pouze z krokví se nazývá jalová.
V nejběžnější vaznicové soustavě krovů jsou krokve postaveny v příčném směru, tj. kolmo na vaznice. V soustavě vlašské jsou naopak krokve uloženy podélně a podepřeny příčnými výztuhami.